# Halle Open 2010 - Qualificazioni singolare
Le qualificazioni del singolare  dell'Halle Open 2010 sono state un torneo di tennis preliminare per accedere alla fase finale della manifestazione. I vincitori dell'ultimo turno sono entrati di diritto nel tabellone principale. In caso di ritiro di uno o più giocatori aventi diritto a questi sono subentrati i lucky loser, ossia i giocatori che hanno perso nell'ultimo turno ma che avevano una classifica più alta rispetto agli altri partecipanti che avevano comunque perso nel turno finale.
Le qualificazioni del Halle Open  2010 prevedevano 32 partecipanti di cui 4 sono entrati nel tabellone principale.

## Teste di serie
1. Édouard Roger-Vasselin (primo turno)
2. Jan Hernych (secondo turno)
3. Guillaume Rufin (primo turno)
4. Igor Sijsling (primo turno)

1. Niels Desein (secondo turno)
2. Dominik Meffert (ultimo turno)
3. Ivan Dodig (primo turno)
4. Ruben Bemelmans (ultimo turno)

## Qualificati
1. Mikhail Ledovskikh
2. Noam Okun

1. Rohan Bopanna
2. Aleksandr Kudrjavcev

## Tabellone

### Legenda
| - Q = Qualificato - WC = Wild card - LL = Lucky loser | - ALT = Alternate - SE = Special Exempt - PR = Protected Ranking | - w/o = Walkover - r = Ritirato - d = Squalificato |

### Sezione 1
|  | Primo turno      | Primo turno      | Primo turno      | Primo turno | Primo turno |  |  | Secondo turno | Secondo turno   | Secondo turno   | Secondo turno   | Secondo turno |   |   | Ultimo turno | Ultimo turno | Ultimo turno | Ultimo turno | Ultimo turno |  |
|  |                  |                  |                  |             |             |  |  |               |                 |                 |                 |               |   |   |              |              |              |              |              |  |
|  |                  | M Ledovskikh     | M Ledovskikh     | 7           | 6           |  |  |               |                 |                 |                 |               |   |   |              |              |              |              |              |  |
|  | 1                | É Roger-Vasselin | É Roger-Vasselin | 64          | 4           |  |  | M Ledovskikh  | M Ledovskikh    | 65              | 6               | 7             |   |   |              |              |              |              |              |  |
|  | Serhij Bubka     | Serhij Bubka     | Serhij Bubka     | 7           | 7           |  |  | Serhij Bubka  | Serhij Bubka    | 7               | 3               | 62            |   |   |              |              |              |              |              |  |
|  | Prakash Amritraj | Prakash Amritraj | Prakash Amritraj | 5           | 5           |  |  |               |                 |                 |                 |               |   |   |              | M Ledovskikh | 6            | 5            | 6            |  |
|  | Ante Pavić       | Ante Pavić       | 6                | 4           | 6           |  |  |               |                 | 6               | Dominik Meffert | 2             | 7 | 4 |              |              |              |              |              |  |
|  | Emanuel Fraitzl  | Emanuel Fraitzl  | 1                | 6           | 3           |  |  |               | Ante Pavić      | Ante Pavić      | 2               | 3             |   |   |              |              |              |              |              |  |
|  | 6                | Dominik Meffert  | 6                | 3           | 6           |  |  | 6             | Dominik Meffert | Dominik Meffert | 6               | 6             |   |   |              |              |              |              |              |  |
|  |                  | Evgenij Kirillov | 2                | 6           | 4           |  |  |               |                 |                 |                 |               |   |   |              |              |              |              |              |  |

### Sezione 2
|  | Primo turno     | Primo turno      | Primo turno      | Primo turno | Primo turno |  |  | Secondo turno   | Secondo turno   | Secondo turno   | Secondo turno | Secondo turno |   |   | Ultimo turno  | Ultimo turno  | Ultimo turno  | Ultimo turno | Ultimo turno |  |
|  |                 |                  |                  |             |             |  |  |                 |                 |                 |               |               |   |   |               |               |               |              |              |  |
|  | 2               | Jan Hernych      | Jan Hernych      | 6           | 6           |  |  |                 |                 |                 |               |               |   |   |               |               |               |              |              |  |
|  |                 | Márton Fucsovics | Márton Fucsovics | 2           | 4           |  |  | 2               | Jan Hernych     | Jan Hernych     | 62            | 3             |   |   |               |               |               |              |              |  |
|  | Brendan Evans   | Brendan Evans    | 6                | 3           | 7           |  |  |                 | Brendan Evans   | Brendan Evans   | 7             | 6             |   |   |               |               |               |              |              |  |
|  | Riccardo Ghedin | Riccardo Ghedin  | 4                | 6           | 62          |  |  |                 |                 |                 |               |               |   |   | Brendan Evans | Brendan Evans | Brendan Evans | 4            | 1            |  |
|  | Noam Okun       | Noam Okun        | Noam Okun        | 7           | 7           |  |  |                 |                 | Noam Okun       | Noam Okun     | Noam Okun     | 6 | 6 |               |               |               |              |              |  |
|  | J-L Struff      | J-L Struff       | J-L Struff       | 65          | 65          |  |  | Noam Okun       | Noam Okun       | Noam Okun       | 6             | 6             |   |   |               |               |               |              |              |  |
|  |                 | Peter Gojowczyk  | Peter Gojowczyk  | 6           | 6           |  |  | Peter Gojowczyk | Peter Gojowczyk | Peter Gojowczyk | 1             | 2             |   |   |               |               |               |              |              |  |
|  | 7               | Ivan Dodig       | Ivan Dodig       | 4           | 4           |  |  |                 |                 |                 |               |               |   |   |               |               |               |              |              |  |

### Sezione 3
|  | Primo turno    | Primo turno     | Primo turno     | Primo turno | Primo turno |  |  | Secondo turno | Secondo turno   | Secondo turno | Secondo turno   | Secondo turno |   |    | Ultimo turno | Ultimo turno  | Ultimo turno | Ultimo turno | Ultimo turno |  |
|  |                |                 |                 |             |             |  |  |               |                 |               |                 |               |   |    |              |               |              |              |              |  |
|  |                | Adrien Bossel   | Adrien Bossel   | 6           | 7           |  |  |               |                 |               |                 |               |   |    |              |               |              |              |              |  |
|  | 3              | Guillaume Rufin | Guillaume Rufin | 3           | 5           |  |  | Adrien Bossel | Adrien Bossel   | 6             | 6               | 4             |   |    |              |               |              |              |              |  |
|  | Rohan Bopanna  | Rohan Bopanna   | Rohan Bopanna   | 7           | 6           |  |  | Rohan Bopanna | Rohan Bopanna   | 3             | 7               | 6             |   |    |              |               |              |              |              |  |
|  | Kevin Krawietz | Kevin Krawietz  | Kevin Krawietz  | 65          | 4           |  |  |               |                 |               |                 |               |   |    |              | Rohan Bopanna | 7            | 3            | 7            |  |
|  | John Millman   | John Millman    | John Millman    | 7           | 6           |  |  |               |                 | 8             | Ruben Bemelmans | 65            | 6 | 65 |              |               |              |              |              |  |
|  | A Sidorenko    | A Sidorenko     | A Sidorenko     | 5           | 4           |  |  |               | John Millman    | 6             | 4               | 2             |   |    |              |               |              |              |              |  |
|  | 8              | Ruben Bemelmans | Ruben Bemelmans | 6           | 7           |  |  | 8             | Ruben Bemelmans | 4             | 6               | 6             |   |    |              |               |              |              |              |  |
|  |                | D King-Turner   | D King-Turner   | 3           | 64          |  |  |               |                 |               |                 |               |   |    |              |               |              |              |              |  |

### Sezione 4
|  | Primo turno   | Primo turno    | Primo turno    | Primo turno | Primo turno |  |  | Secondo turno | Secondo turno | Secondo turno | Secondo turno | Secondo turno |   |   | Ultimo turno  | Ultimo turno  | Ultimo turno | Ultimo turno | Ultimo turno |  |
|  |               |                |                |             |             |  |  |               |               |               |               |               |   |   |               |               |              |              |              |  |
|  |               | Simon Stadler  | 3              | 6           | 6           |  |  |               |               |               |               |               |   |   |               |               |              |              |              |  |
|  | 4             | Igor Sijsling  | 6              | 1           | 4           |  |  | Simon Stadler | Simon Stadler | Simon Stadler | 6             | 6             |   |   |               |               |              |              |              |  |
|  | Benoît Paire  | Benoît Paire   | Benoît Paire   | 6           | 7           |  |  | Benoît Paire  | Benoît Paire  | Benoît Paire  | 3             | 3             |   |   |               |               |              |              |              |  |
|  | Brydan Klein  | Brydan Klein   | Brydan Klein   | 2           | 62          |  |  |               |               |               |               |               |   |   | Simon Stadler | Simon Stadler | 4            | 6            | 6            |  |
|  | A Kudrjavcev  | A Kudrjavcev   | A Kudrjavcev   | 7           | 6           |  |  |               |               | A Kudrjavcev  | A Kudrjavcev  | 6             | 3 | 7 |               |               |              |              |              |  |
|  | David Thurner | David Thurner  | David Thurner  | 5           | 2           |  |  |               | A Kudrjavcev  | A Kudrjavcev  | 7             | 6             |   |   |               |               |              |              |              |  |
|  | 5             | Niels Desein   | Niels Desein   | 6           | 6           |  |  | 5             | Niels Desein  | Niels Desein  | 68            | 4             |   |   |               |               |              |              |              |  |
|  |               | Vasek Pospisil | Vasek Pospisil | 2           | 4           |  |  |               |               |               |               |               |   |   |               |               |              |              |              |  |